# Karič
Karič je priimek v Sloveniji, ki ga je po podatkih Statističnega urada Republike Slovenije na dan 19. januarja 2021 uporabljalo 10 oseb.

## Znani nosilci priimka
- Sven Šoštarič Karič (*1998), nogometaš